# 列克星敦 (马萨诸塞州)
列克星敦（英語：Lexington）是美国马萨诸塞州米德爾塞克斯縣的一个城镇，距波士顿市中心10英里（16公里）。据2020年统计，全镇共有人口34,454人。列克星敦原为印第安人居住地，始建于1641年，起初为一农业社区，后因美国独立战争于1775年4月19日在此打响第一枪而著名。列克星敦是大波士顿地区的一部分，同时也是美国第六富裕的小城市。一分钟人国家历史公园坐落于此。

## 地理
列克星敦位于 42°26′39″N 71°13′36″W / 42.44417°N 71.22667°W 。
根据美国人口调查局的报告，列克星敦占地 16.5平方英里（42.8平方公里），其中 16.4平方英里（42.5平方公里）为陆地，0.1平方英里 （0.4平方公里）为水域。
列克星敦和下列城镇相邻：伯灵顿、沃本、温彻斯特、阿灵顿、博蒙特、沃尔瑟姆、林肯和波德福德。列克星敦比其相邻的其他城镇面积都大。